# Astéroïdes dans la fiction

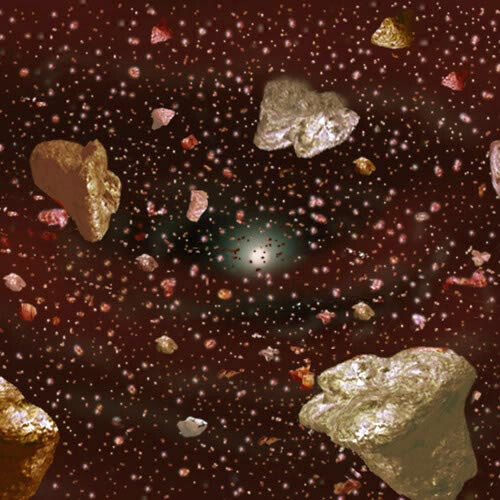
Conceptualisation artistique des collisions d'astéroïdes dans le jeune système solaire.

Les astéroïdes et la ceinture d'astéroïdes sont des thèmes classique de la science-fiction. Ils peuvent avoir comme thème la colonisation, comme ressource minérale ou menace pour la vie sur Terre.

## Thèmes

### Colonisation
La colonisation des astéroïdes est un thème classique en science-fiction:
- Poul Andersons, dans Tales of the Flying Mountains, rassemble de courtes histoires qu'il a écrites sur la colonisation des astéroïdes ;
- Dans le roman d'Orson Scott Card, La Stratégie Ender, la flotte internationale est commandée depuis l'astéroïde (433) Éros ;
- Les guerres des astéroïdes de Ben Bova sont centrées sur les luttes entre corporations pour le contrôle de la ceinture principale ;
- Larry Niven écrit plusieurs histoires explorant la psychologie de personnes originaires des colonies d'astéroïdes ;
- Le livre de Kim Stanley Robinson, Mars la bleue évoque la colonisation des astéroïdes et comment les nouvelles technologies influencent leur développement ;
- Dans la série d'anime Gundam, les astéroïdes sont utilisés aussi bien comme colonies que comme bases militaires.
- Dans le livre Schismatrice + de Bruce Sterling, la colonisation et l'exploitation des astéroïdes est un des thèmes principaux.
- Dans le manga Gunnm Last Order les astéroïdes sont utilisés comme refuge pour les humains et exploités par l'Union du système de Jupiter et la République de Vénus

## Ceinture d'astéroïde
Dans les récits de science-fiction, on voit parfois les vaisseaux spatiaux se faufiler dans la ceinture d'astéroïdes en évitant les collisions ; en réalité, il y a un espace gigantesque entre les astéroïdes. 
Par défaut, les objets célestes se déplacent en suivant une trajectoire balistique que la gravité, une collision ou exceptionnellement le magnétisme voire la radiation solaire peuvent contrarier. Les champs d'astéroïdes de la science fiction viennent donc en contradiction avec la physique. Toute proximité entre deux objets devrait se conclure par une collision, formant ainsi un objet plus gros par accrétion ou, à l'inverse, provoquant un rebond qui éloignerait durablement les deux objets impliqués.